# Dielektrična spektroskopija
Dielektrična spektroskopija (včasih imenovana tudi impedančna spektroskopija) ali elektrokemična impedančna spektroskopija meri dielektrične lastnosti snovi kot funkcijo frekvence. Temelji na interakciji zunanjega polja z električnim dipolnim momentom vzorca, po navadi izraženim z dielektričnostjo.
Je tudi eksperimentalna metoda za karakterizacijo elektrokemičnih sistemov. S to tehniko se meri impedanca sistema v več frekvenčnih razponih, tako da se lahko določi njegov frekvenčni odziv, kot tudi skladiščenje energije v njem in njegove disipativne lastnosti. Običajno se dobljeni podatki grafično prikažejo v Bodejevem ali Niquistovem diagramu. 